# Gotthold Pannwitz
Gotthold Theodor Pannwitz, född 16 maj 1861 i Kirchhain, Lausitz, död 29 november 1926 i Lychen, var en tysk militärläkare.
Pannwitz blev 1890 stabsläkare i Kehl och tillhörde från 1895 kejserliga hälsovårdsstyrelsen. Han undersökte hygienen vid boktryckerierna och inlade stor förtjänst om organisationen av tuberkuloskongresserna 1899 och 1902; sistnämnda år tog han avsked ur militärläkarkåren och fick titeln professor.